# André Lajoinie

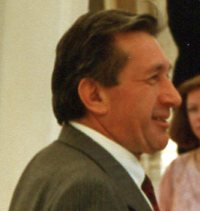
André Lajoinie

André François Lajoinie (* 26. Dezember 1929 in Chasteaux, Département Corrèze; † 26. November 2024) war ein französischer kommunistischer Politiker (PCF).

## Leben
Lajoinie, Sohn eines Bauern, war selbst Landwirt. 1948 schloss er sich der Französischen Kommunistischen Partei an. 1955 wurde Lajoinie Mitglied des FKP-Büros für das Département Corrèze sowie Vorsitzender des kommunistischen Jugendverbandes Union de la jeunesse républicaine de France im Département Corrèze. In dieser Funktion nahm er im selben Jahr an den Weltfestspielen der Jugend und Studenten in Warschau teil. Im Juli 1958 erlitt Lajoinie bei Auseinandersetzungen mit der Polizei im Rahmen einer anti-gaullistischen Demonstration einen Schädelbruch. Nach einem Pflegeaufenthalt in der Tschechoslowakei kehrte Lajoinie nach Frankreich zurück und wurde Sekretär der Landarbeitergewerkschaft Syndicat d’exploitants agricoles im Département Corrèze sowie Redakteur der Wochenzeitung Le Travailleur de Corrèze (deutsch „Der Arbeiter der Corrèze“). 1964 besuchte er die Parteischule der FKP in Choisy-le-Roi, 1967 die Parteihochschule der KPdSU in Moskau. Nach seiner Rückkehr aus Moskau war Lajoinie Vorsitzender des FKP-Schulungsprogramms für Aktivisten in der Landwirtschaft. 1972 wurde er Mitglied des Zentralkomitees der FKP und dort 1973 Sekretär der Bauernkommission. 1976 wurde Lajoinie Mitglied des Politbüros, zuständig für die Abteilung Landwirtschaft. Seit 1977 war er Redakteur der Wochenzeitschrift La terre (deutsch „Die Erde“). Von 1978 bis 1993 sowie von 1997 bis 2002 war Lajoinie Abgeordneter der französischen Nationalversammlung für das Département Allier, von 1981 bis 1993 war er zugleich Vorsitzender der kommunistischen Fraktion. Von 1978 bis 1988 sowie von 1992 bis 1998 war er darüber hinaus Abgeordneter des Regionalrates der Auvergne.
1988 war Lajoinie – ein enger Vertrauter des Generalsekretärs Georges Marchais – kommunistischer Präsidentschaftskandidat und konnte beim ersten Wahlgang 6,8 % der Stimmen auf sich vereinen.
Im Juni 1996 wurde Lajoinie zum Ritter der Ehrenlegion ernannt.

## Werke
- L’agriculture dans les pays socialistes d’Europe (avec Jean Flavien, avant-propos de Gaston Plissonnier, avec la collaboration de D. Bresson, C. Chaval, M. Duplessis, P. Lespagnol et alii). Éditions sociales, Paris 1976.
- À cœur ouvert (entretiens d’André Lajoinie avec Roland Passevant). Éditions Messidor, Paris 1987.
- L’enjeu agricole et alimentaire (entretien d’André Lajoinie avec Gérard Le Puill et Fabien Raynaud). Éditions sociales, Paris 1989.